# David Wilkie

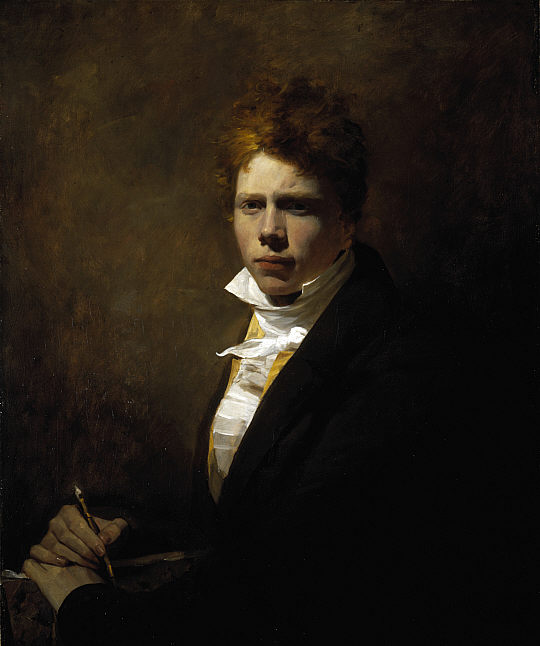
Autorretrato, por David Wilkie.

Sir David Wilkie (18 de noviembre de 1785 - 1 de junio de 1841) fue un pintor británico.

## Biografía
Era hijo de un pastor anglicano de Cults (condado de Fife). Gracias a la influencia del Conde de Leven, Wilkie fue admitido en la Trustees' Academy de Edimburgo, y empezó a estudiar arte con John Graham. En la primavera de 1805 abandonó Escocia, marchó a Londres y empezó a estudiar en las escuelas de la Royal Academy; su "Autorretrato" data de ese mismo año. Su cuadro Políticos de aldea llamó mucho la atención cuando se expuso en la Royal Academy (1806). Se dedicó a los cuadros de historia y a los trabajos de género.
En noviembre de 1809 fue elegido asociado de la Royal Academy, cuando apenas había alcanzado la edad exigida por las leyes, y en febrero de 1811 se convirtió en académico de pleno derecho. En 1814 realizó su primer viaje al extranjero y en París emprendió un provechoso y entusiasta estudio de las obras de arte del Louvre. En 1816 hizo un viaje a Holanda y Bélgica en compañía de Raimbach, el grabador de muchos de sus cuadros. 

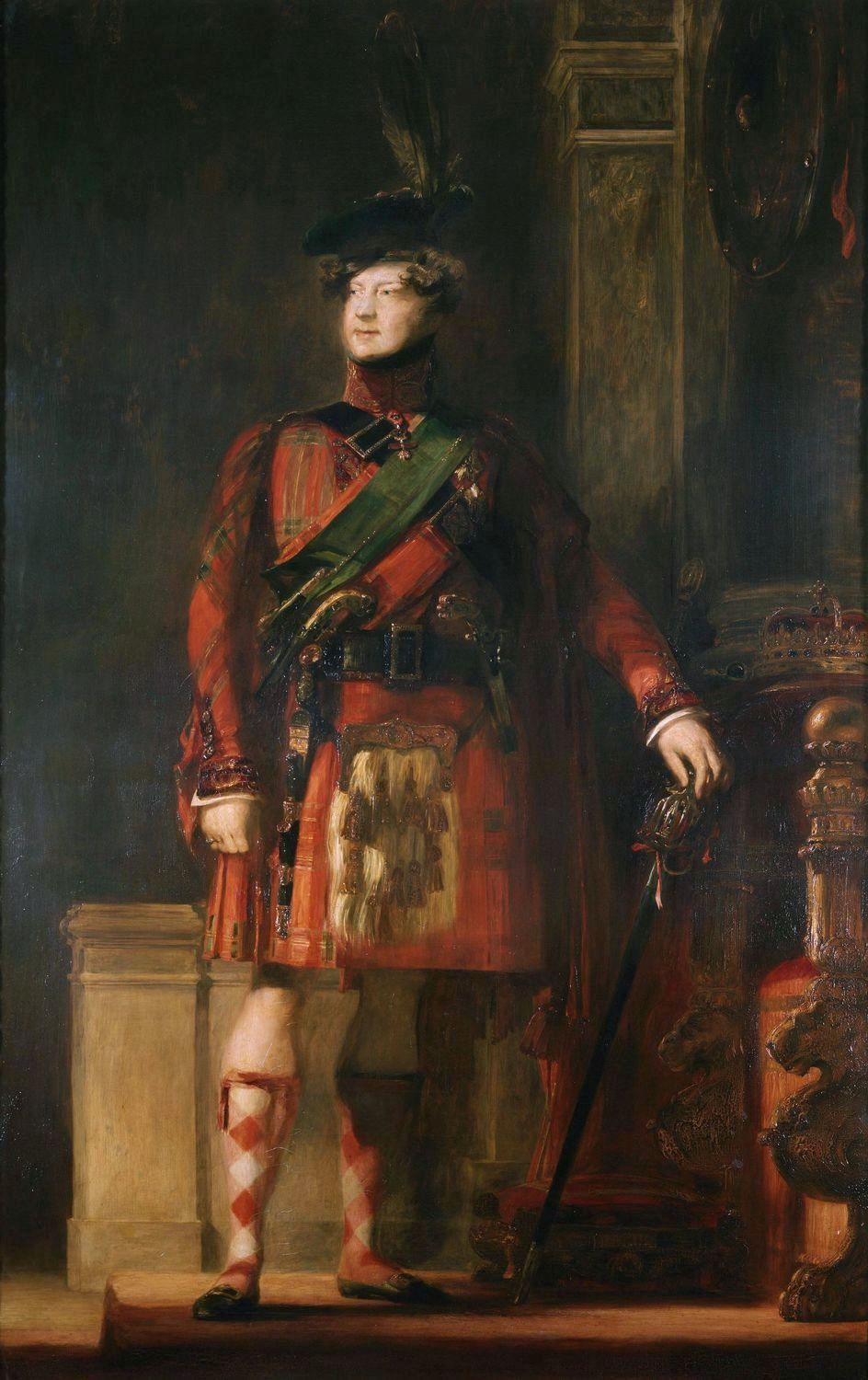
Retrato de Jorge IV con kilt para su visita a Escocia.

En 1822 Wilkie visitó Edimburgo, para seleccionar un tema adecuado para un cuadro sobre la visita del rey Jorge IV a Escocia. Al final escogió la Recepción del Rey a la entrada del Palacio de Holyrood, pero tardó varios años en acabarlo, sin quedar enteramente satisfecho del resultado.
En 1825 buscó alivio a sus problemas en viajes al extranjero; después de visitar París, fue a Italia, donde, en Roma, recibió noticias de nuevos desastres debido al fracaso de sus editores. Intentó, sin resultado, una residencia en Toplitz y Karlovy Vary en 1826, y entonces volvió a Venecia y Florencia. Después de pasar el verano de 1827 en Génova, marchó en octubre a España, desde donde regresó a Inglaterra en junio de 1828. Es imposible sobreestimar la influencia en el arte de Wilkie de estos tres años de viaje por el extranjero. Antes de dejar Inglaterra su estilo había sentido la influencia sobre todo de los pintores de género holandeses, como David Teniers el Joven; después, experimentó el embrujo de los maestros italianos, de Diego Velázquez y de otros pintores españoles del Siglo de Oro. 
En el otoño de 1840 Wilkie decidió viajar al Este. Pasó por Holanda y Alemania y alcanzó Constantinopla, donde, mientras estaba detenido por la guerra en Siria, pintó un retrato del joven sultán. Luego se embarcó hacia Esmirna y viajó a Jerusalén, donde permaneció unas cinco semanas muy atareado. La última obra de todas las que hizo fue un retrato de Mehmet Alí, hecho en Alejandría. En su viaje de regreso enfermó a la altura de Malta, y murió en alta mar, cerca de Gibraltar, en la mañana del 1 de junio de 1841. Su cuerpo fue hundido en la bahía de Gibraltar.
David Wilkie fue un pintor atento a su época. Muchos de sus cuadros tienen por motivo la Guerra de la Independencia española, de forma paralela a Goya; pertenecen a la colección real inglesa: Maid of Saragossa, Spanish Podado, Guerilla Council of War, Guerilla Taking Leave of his Family y Guerilla's Return to his Family; Two Spanish Monks of Toledo, también llamado Confessor Confessing, es propiedad del marqués de Lansdowne. Otros cuadros de tema español son Columbus in the Convent at La Rabida (1835) y, relacionado con la Guerra de la Independencia, Napoleon and Pius VII at Fontainebleau (1836).